# Laguna e Vilunit
Laguna e Vilunit är en lagun i Albanien.   Den ligger i prefekturen Qarku i Shkodrës, i den norra delen av landet, 70 km nordväst om huvudstaden Tirana.
Trakten runt Laguna e Vilunit består till största delen av jordbruksmark.